# L'Homme qui voulait être heureux
 (janvier 2013).
L'Homme qui voulait être heureux est un roman philosophique de Laurent Gounelle sur la recherche du bonheur. L’homme qui voulait être heureux se veut être un parcours initiatique. Sur le fond, ce livre délivre un message positif : nous sommes tous prisonniers de croyances que nous entretenons sans en avoir conscience.

## Synopsis
Le narrateur passe ses vacances dans un bungalow à Bali. À la fin de ses vacances, il va voir un sage balinais, sans raison particulière. Ce dernier, très réputé, lui énonce qu'il est en bonne santé mais qu'il n'est pas heureux. Le sage lui demande entre autres de faire des recherches sur les placébos et lui enseigne quelques pistes pour trouver le bonheur.  
Il lui dit qu'il ne faut pas éviter les obstacles dans la vie, mais les surmonter avec courage.
Il faut également faire ce qu'on aime, car nous sommes souvent influencés par plusieurs facteurs extérieurs. Enfin, dernière idée extrêmement importante: "On est ce qu'on croit" (Buddha). C'est-à-dire que si l'on a une image positive de soi, on sera apprécié des autres et vice-versa. Ce que l'on croit de soi est donc très important. Il ne faut jamais se dénigrer, s'amoindrir devant les autres. Ce sont les clés du bonheur. La fin du roman laisse penser que le narrateur repart de Bali heureux, ayant atteint son but — celui de devenir heureux.

## Éditions
Éditions imprimées
- Laurent Gounelle, L'Homme qui voulait être heureux, Paris, Éditions Anne Carrière, 13 février 2008, 220 p. (ISBN 978-2-84337-470-8, BNF 41211137)
- Laurent Gounelle, L'Homme qui voulait être heureux, Paris, Pocket, coll. « Pocket » (no 13841), 1er avril 2010, 167 p. (ISBN 978-2-266-18667-4, BNF 42265857)

Livre audio
- Laurent Gounelle, L'Homme qui voulait être heureux, Paris, Audiolib, 17 février 2010 (ISBN 978-2-35641-217-1, présentation en ligne)Narrateur : Michelangelo Marchese ; support : 1 disque compact audio MP3 ; durée : 3 h 59 min environ ; référence éditeur : Audiolib 25 0253 2.